# Pacte de la Nau
L'Pacte de la Nau és el pacte per governar la ciutat de València signat per Compromís, PSPV i València en Comú el 2015 a La Nau. També és conegut com al Tripartit de la Nau i Govern de la Nau, sent utilitzat el primer pels detractors i el segon pels partidaris del pacte. Han fet diverses reunions anuals.
Durant els anys que van estar al poder, van tindre certes confrontacions. També van aconseguir tirar endavant moltes iniciatives: el Parc Central de València, l'anell ciclista, la transformació en zones de vianants, les remodelacions fetes als mercats, l'impuls del comerç mitjançant el Bonic/a Fest i els treballs en matèria de cultura com el reconeixement d'oficialitat del Museu Faller i la creació de l'esdeveniment de la Gran Fira de València.
El març de 2018 entrà en el poder la nova secretària general del PSPV de València i va declarar que volia ser especialment crítica amb Compromís.
Quan s'estava esgotant la legislatura, l'alcalde Joan Ribó va declarar l'ocutubre de 2018 que estava satisfet amb el Govern de la Nau i que en la pròxima legislatura li agradaria repetir-lo.